# Witterswil
Witterswil (im Dialekt: Witterschwill) ist eine politische Gemeinde im Bezirk Dorneck des Kantons Solothurn in der Schweiz.

## Geographie

Luftbild (1950)

Witterswil liegt auf 338 m ü. M., 9 km südsüdwestlich der Stadt Basel (Luftlinie). Das Haufendorf erstreckt sich in einer Exklave des Kantons Solothurn in einer weiten Mulde am Juranordfuss, im hinteren Leimental, nahe der Grenze zu Frankreich.
Die Fläche des 2,7 km² grossen Gemeindegebiets umfasst einen kleinen Abschnitt am Juranordfuss. Naturräumlich liegt Witterswil im Übergangsbereich von der leicht gewellten Landschaft des Sundgauer Hügellandes zu den gefalteten mesozoischen Gesteinsschichten des nördlichen Juras. Etwa beim alten Dorfkern beginnt eine leichte Senke, die sich nach Osten gegen Ettingen öffnet und durch den Marchbach zum Birsig entwässert wird. Nördlich an diese Talsenke schliesst sich der nur etwa 20 m höher gelegene, breite Rücken von Nassläng und Witterswilerfeld an. Parallel dazu verläuft weiter im Norden das Muldental des Binnbachs, das wiederum vom Geländerücken der Egg (353 m ü. M.; nördliche Gemeindegrenze) flankiert wird.
Südlich von Witterswil steigt das Gelände über den Hang des Witterswiler Berges steil an und erreicht mit 500 m ü. M. den höchsten Punkt der Gemeinde. Die Antiklinale des Witterswiler Berges bildet eine der Blauenkette vorgelagerte Jurafalte. Von der Gemeindefläche entfielen 2014 17 % auf Siedlungen, 20 % auf Wald und Gehölze und 63 % auf Landwirtschaft.
Zu Witterswil gehören ausgedehnte neue Wohnquartiere. Nachbargemeinden von Witterswil sind Hofstetten-Flüh und Bättwil im Kanton Solothurn sowie Biel-Benken, Therwil und Ettingen im Kanton Basel-Landschaft.

## Bevölkerung
Mit 1467 Einwohnern (Stand 31. Dezember 2023) gehört Witterswil zu den mittelgrossen Gemeinden des Kantons Solothurn. Von den Bewohnern sind 91,6 % deutschsprachig, 2,3 % französischsprachig und 2,1 % sprechen Italienisch (Stand 2000). Die Bevölkerungszahl von Witterswil belief sich 1850 auf 298 Einwohner, 1900 auf 303 Einwohner. Im Verlauf des 20. Jahrhunderts nahm die Bevölkerung bis 1960 nur sehr langsam auf 347 Personen zu. Anders als in der Nachbargemeinde Bättwil setzte das rasante Bevölkerungswachstum bereits in den 1960er Jahren ein, was zu einer Verdoppelung der Einwohnerzahl innerhalb von 10 Jahren führte (1970 wurden 705 Einwohner gezählt). Seither setzte sich der Trend in abgeschwächter Form fort. Das Siedlungsgebiet von Witterswil ist heute nahezu lückenlos mit demjenigen von Bättwil zusammengewachsen.

## Kultur
Von 2003 bis 2008 fand auf der Fahrsportwiese in Witterswil jedes Jahr das Musikfestival Leimentaler Open Air statt. Es ist dies einer der grössten Kulturanlässe der Region Basel und wurde 2009 nach Oberwil verlegt.
Witterswil hat einen Männerchor und eine Organisation «Pro Witterswil», die immer wieder für kulturelle Anlässe sorgen.

## Wirtschaft
Witterswil war bis in die zweite Hälfte des 20. Jahrhunderts ein vorwiegend durch die Landwirtschaft geprägtes Dorf. Heute haben der Ackerbau, der Obstbau (überwiegend Kirschbäume) und die Viehzucht nur noch einen geringen Stellenwert in der Erwerbsstruktur der Bevölkerung. Weitere Arbeitsplätze sind im lokalen Kleingewerbe und im Dienstleistungssektor vorhanden. In Witterswil sind heute Betriebe des Baugewerbes, der Informationstechnologie und der Holzverarbeitung ansässig. Firmen verschiedener Branchen, darunter vor allem in der Biotechnologie, sind im Technologiezentrum Witterswil (TZW AG) eingemietet. In den letzten Jahrzehnten hat sich das Dorf zu einer Wohngemeinde entwickelt. Die meisten Erwerbstätigen sind deshalb Wegpendler, die hauptsächlich in der Region Basel arbeiten.

## Verkehr

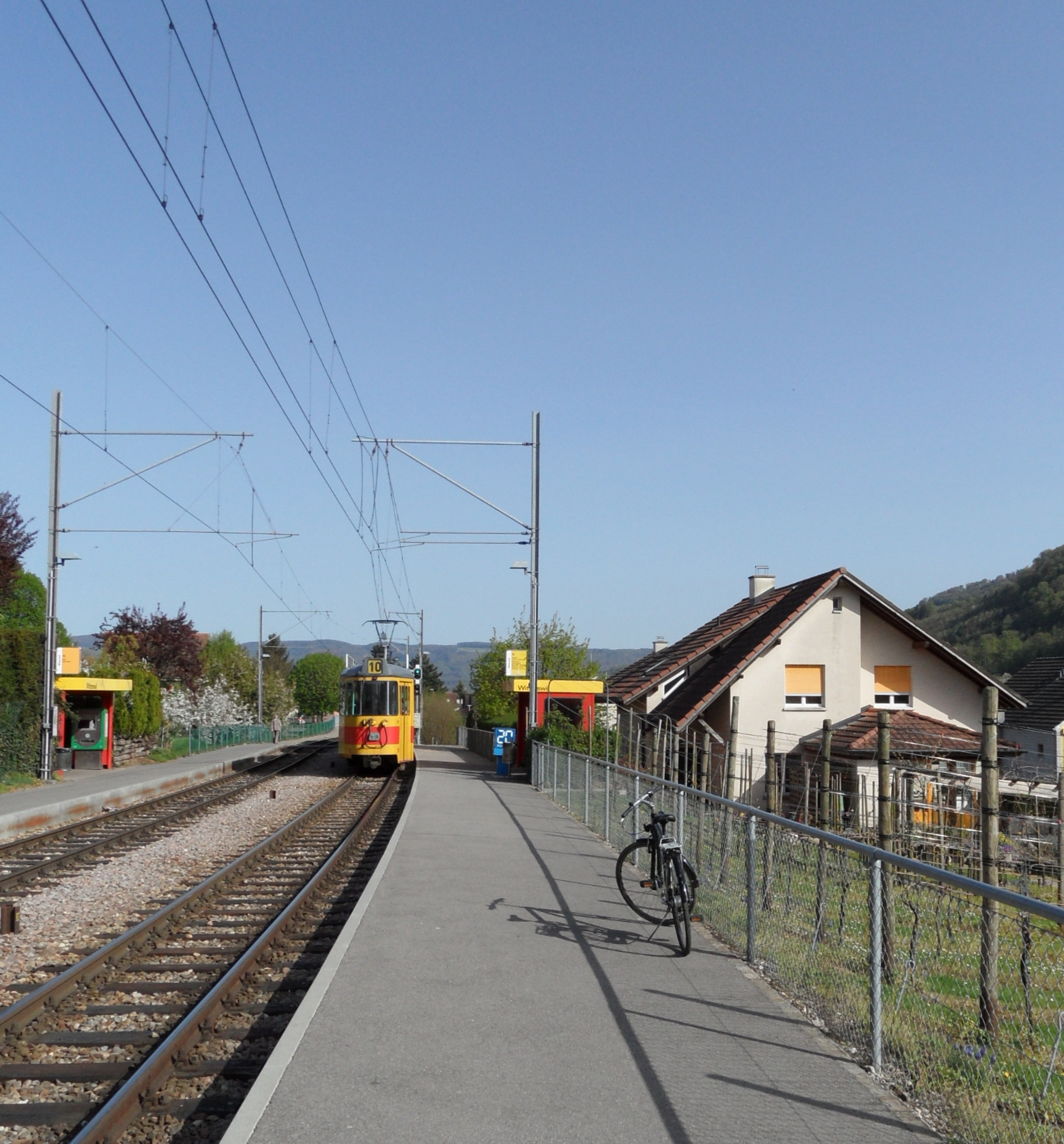
Station Witterswil der BLT

Die Gemeinde ist verkehrsmässig gut erschlossen. Der Anschluss an die Autobahn N18 befindet sich in Äsch rund 6 km von Witterswil entfernt. Durch die Tramlinie 10 der Baselland Transport AG (BLT), welche die Strecke von Basel nach Rodersdorf bedient, ist Witterswil an das Netz des öffentlichen Verkehrs angebunden – in den Nächten Fr/Sa und Sa/So hingegen verkehrte von Dezember 2008 bis Dezember 2023 die Buslinie N26 des Nachtnetzes.

## Geschichte
Die erste urkundliche Erwähnung des Ortes erfolgte 1268 unter dem Namen Witerswilr; von 1340 ist die Bezeichnung Wittelswilre überliefert. Der Ortsname geht auf den althochdeutschen Personennamen Withari zurück und bedeutet somit Weiler/Gehöft des Withari.
Seit dem Mittelalter war Witterswil Teil der Herrschaft Rotberg. Diese Herrschaft hatte über lange Zeit den Rang eines freien Reichslehens, das direkt dem Kaiser unterstand, weswegen Witterswil als eines der sieben freien Reichsdörfer am Blauen galt. Durch Kauf kam die Herrschaft Rotberg im Jahr 1515 an Solothurn und wurde in der Folge der Vogtei Dorneck zugeordnet. Nach dem Zusammenbruch des Ancien Régime (1798) gehörte Witterswil während der Helvetik zum Distrikt Dornach und ab 1803 zum Bezirk Dorneck. Ende des 20. Jahrhunderts kam die Idee einer Fusion von Witterswil mit der Nachbargemeinde Bättwil auf, die zwar vorerst nicht weiterverfolgt wurde. Einem zweiten Anlauf setzte die Gemeindeversammlung Witterswil im September 2015 ein Ende, als in geheimer Abstimmung mit 105 Nein gegen 69 Ja Nichteintreten beschlossen wurde. Bättwil war mit 94 Ja gegen 42 Nein für eine Urnenabstimmung.
Quelle: Dorfzeitung Witterswil Oktober 2015.

## Sehenswürdigkeiten
Die Kirche Sankt Katharina wurde 1641 an der Stelle eines mittelalterlichen Gotteshauses errichtet und 1842 erweitert. Witterswil gehörte zur Pfarrei Leymen–Weisskirch bis zur Errichtung der selbständigen Pfarrei Witterswil–Bättwil 1808. Im alten Ortskern sind einige charakteristische Bauernhäuser aus dem 17. und 18. Jahrhundert erhalten. Die Orgel stammt ursprünglich vom Laufener Orgelbauer Johann Burger aus dem Jahr 1850 und wurde nach mehrfachen Veränderungen durch einen Neubau 1993 von Orgelbau Roman Steiner unter Verwendung des historischen Materials neu gebaut.

## Bildergalerie

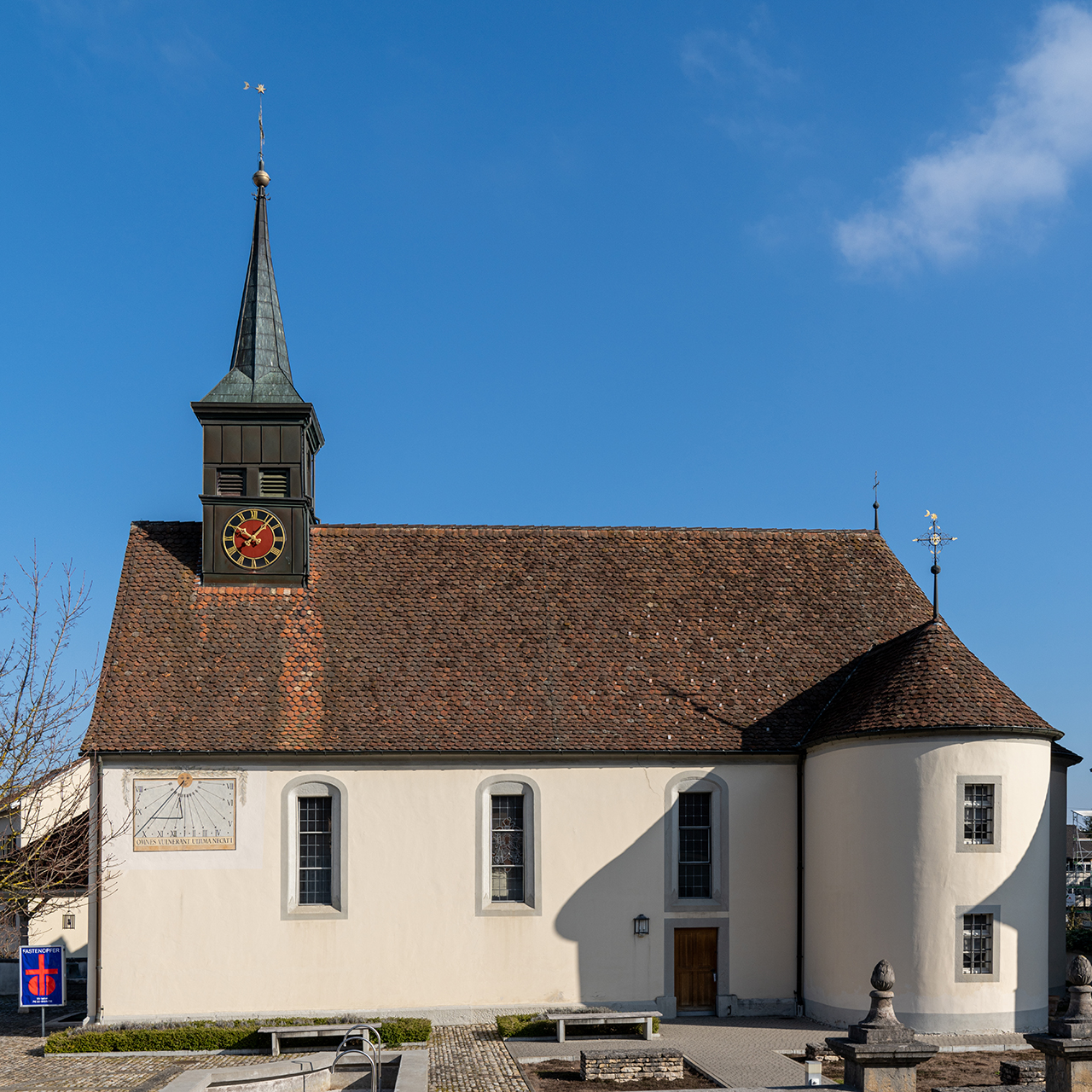
Kirche St. Katharina
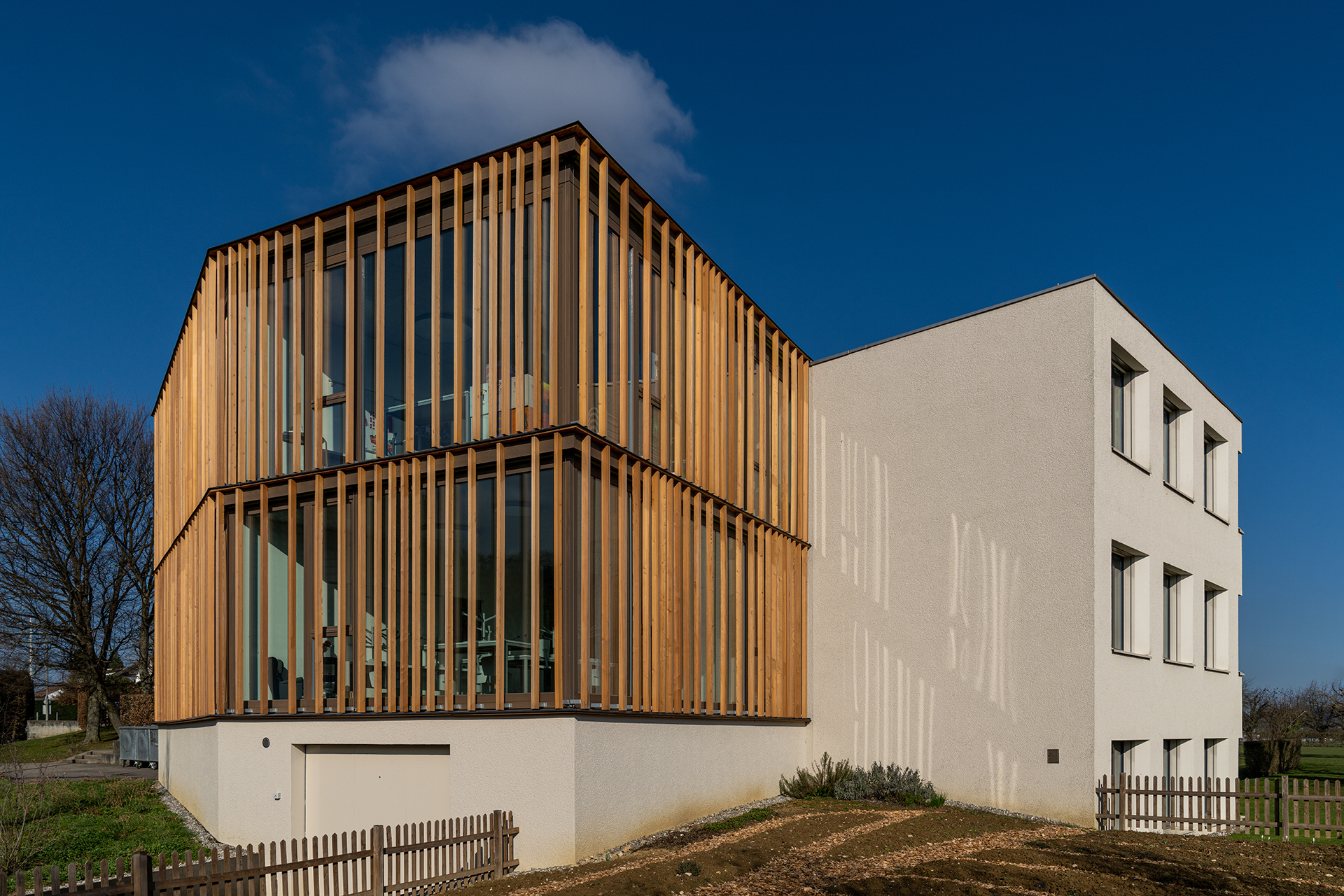
Primarschulhaus
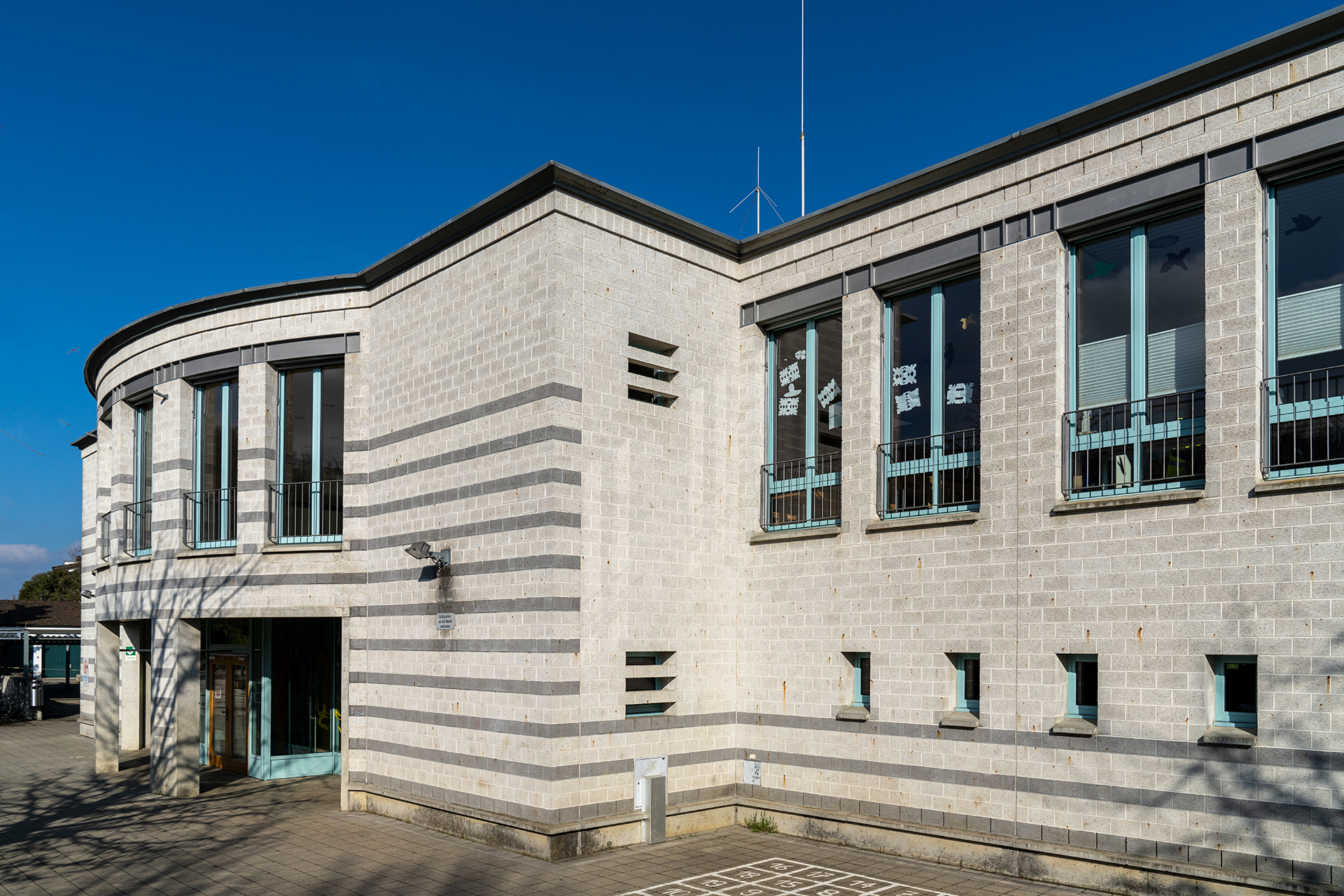
Mehrzweckanlage
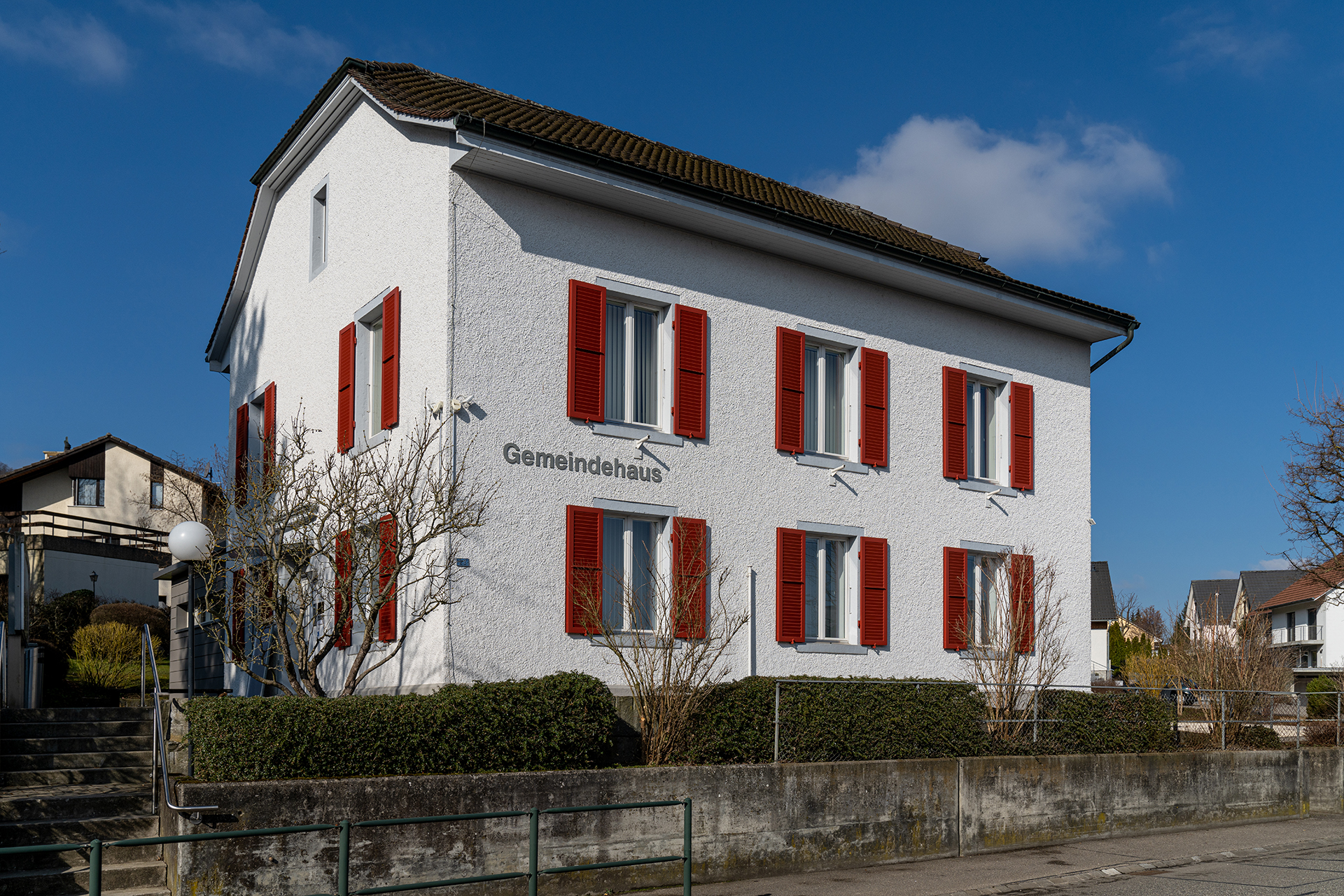
Gemeindeverwaltung
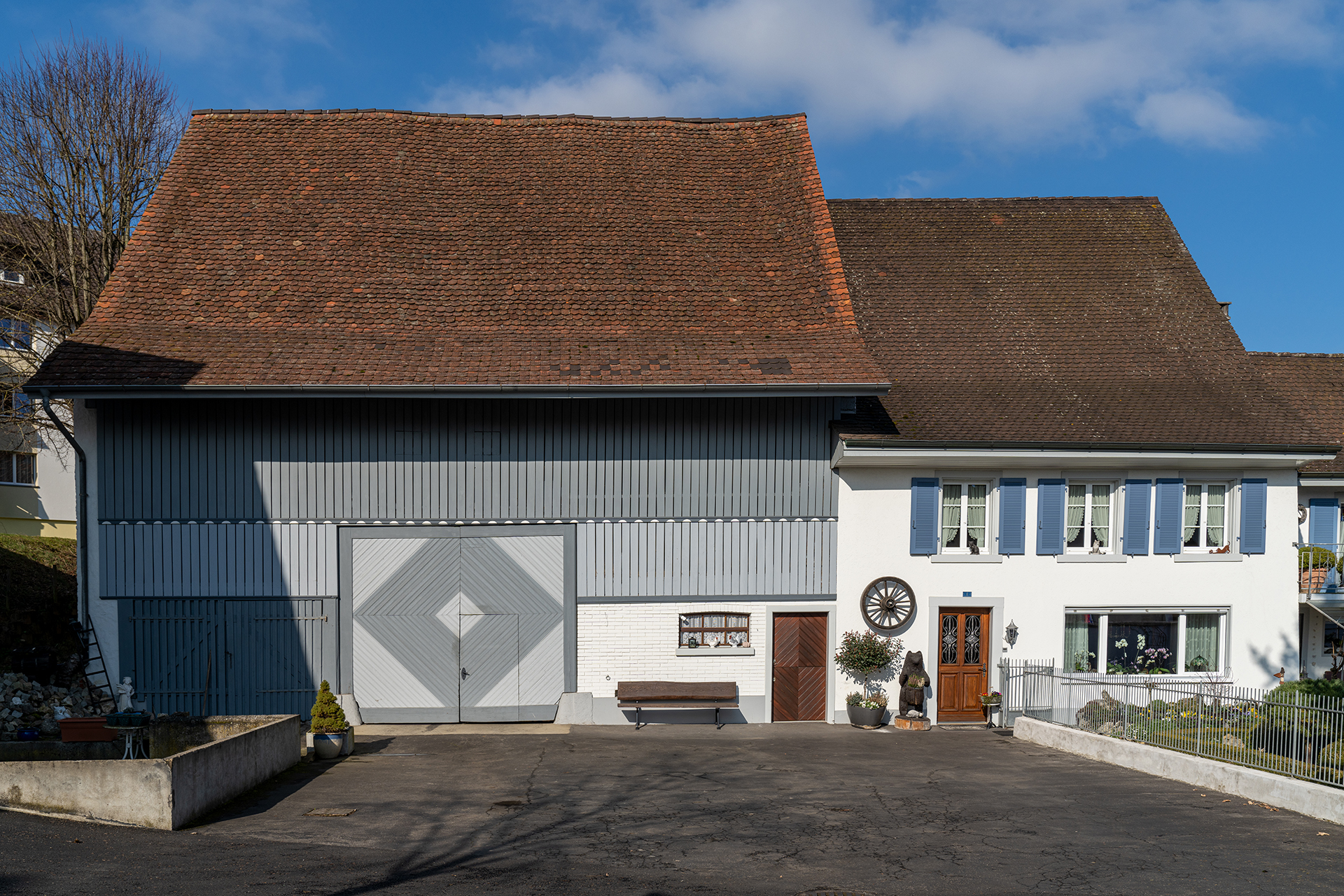
umgebautes Bauernhaus (Bahnhofstrasse 1)

## Wappen
Blasonierung
Gespalten von Gelb mit schwarzem Balken und von rot-weisser Teilung, belegt mit halbem schwarzem  St. Katharinen-Rad am Spalt.
Das Wappen ist eine Kombination des Wappens der Herren von Rotberg und des Kantonswappens, belegt mit dem Attribut der Kirchenpatronin.
Quelle: Joseph Melchior Galliker, Schweizer Wappen und Fahnen, Heft 7, S. 42, Zug 2004